# John Reid (político)
John Reid (8 de mayo de 1947) es un político del Partido Laborista del Reino Unido. Fue miembro del Parlamento y ocupó varios altos cargos en el gobierno de Tony Blair, incluyendo las carteras del Health Secretary (ministro de Sanidad), de 2003 a 2005; de Defence Secretary (ministro de Defensa), de 2005 a 2006 y de Home Secretary (ministro de Interior), de 2006 a 2007. Actualmente es el presidente del Celtic de Glasgow.